# 仙台地方検察庁
仙台地方検察庁（せんだいちほうけんさつちょう）は、宮城県仙台市にある日本の地方検察庁の一つで、宮城県を管轄している。略称は、仙台地検（せんだいちけん）。大河原、古川、石巻、登米、気仙沼に支部を置いている。ただし、大河原支部は本庁内、登米支部は古川支部内で業務を行っている。
本庁内に常設されている特別刑事部は、全国の主要検察庁（特別捜査部がある東京・大阪・名古屋の各地検を除く）に置かれ、特捜部と同様に独自捜査を行っている。

## 所在地
- 本庁・大河原支部 - 仙台市青葉区片平1丁目3-1
- 古川支部・登米支部 - 大崎市古川千手寺町2丁目2-1
- 石巻支部 - 石巻市泉町4丁目1-9 石巻法務合同庁舎
- 気仙沼支部 - 気仙沼市本郷19-2

## 管轄
- 本庁
  - 仙台区検察庁（仙台市・塩竈市・名取市・多賀城市・岩沼市・亘理郡・黒川郡・宮城郡）

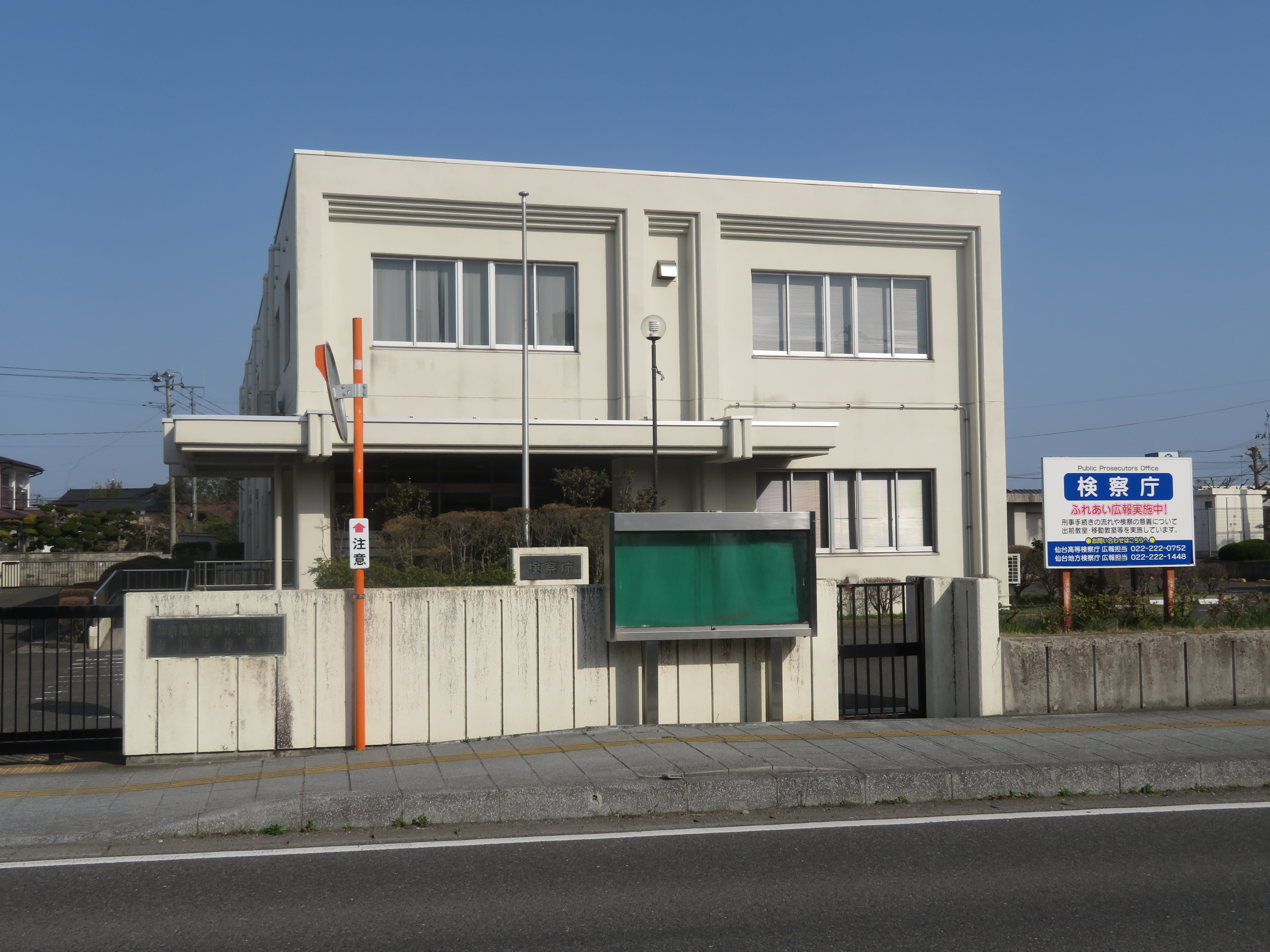
大河原支部
  - 大河原区検察庁（白石市・角田市・柴田郡・伊具郡・刈田郡）
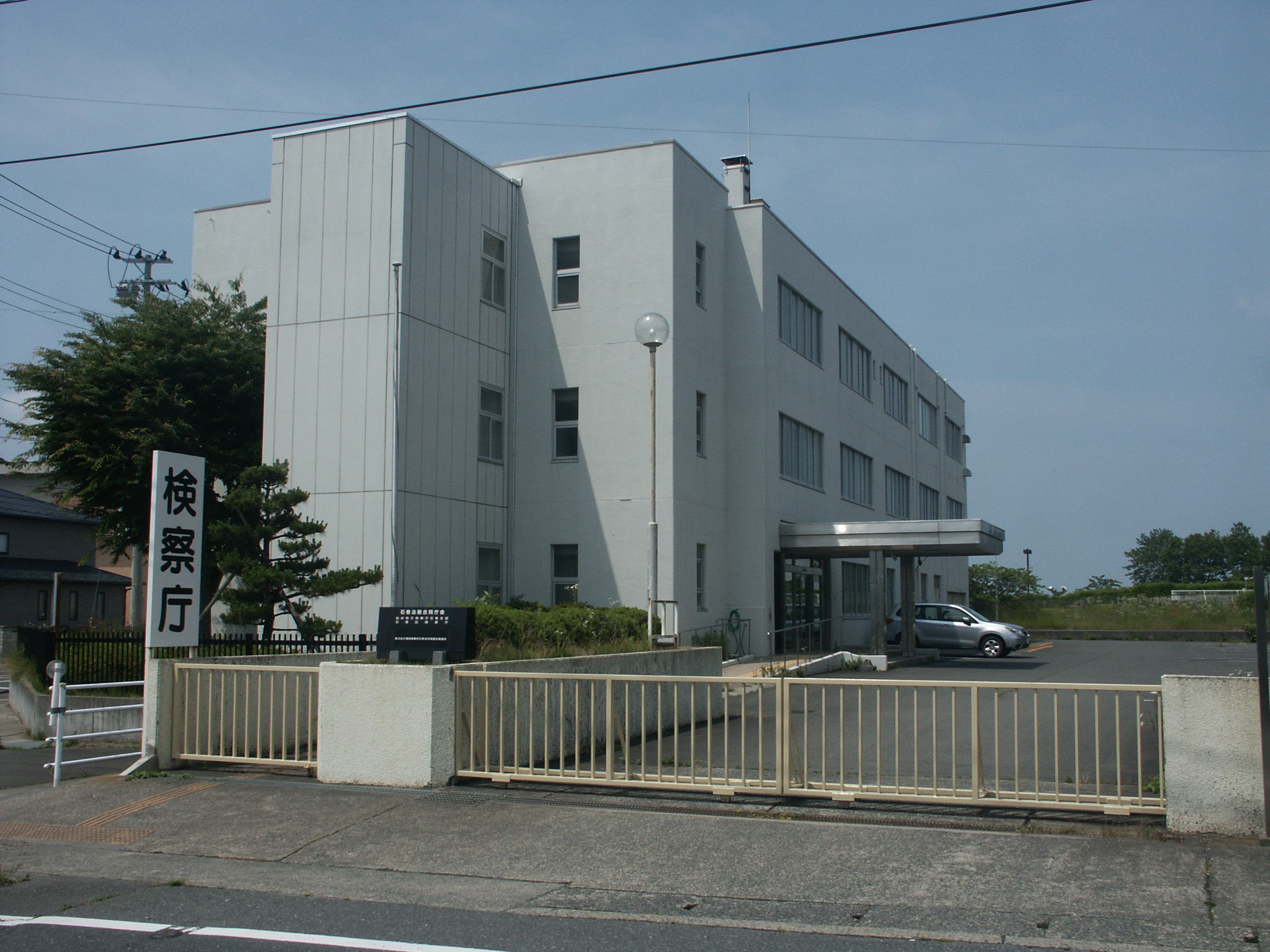
古川支部
  - 古川区検察庁（大崎市・遠田郡・加美郡）
  - 築館区検察庁（栗原市）
- 石巻支部
  - 石巻区検察庁（石巻市・東松島市・牡鹿郡）
- 登米支部
  - 登米区検察庁（登米市）
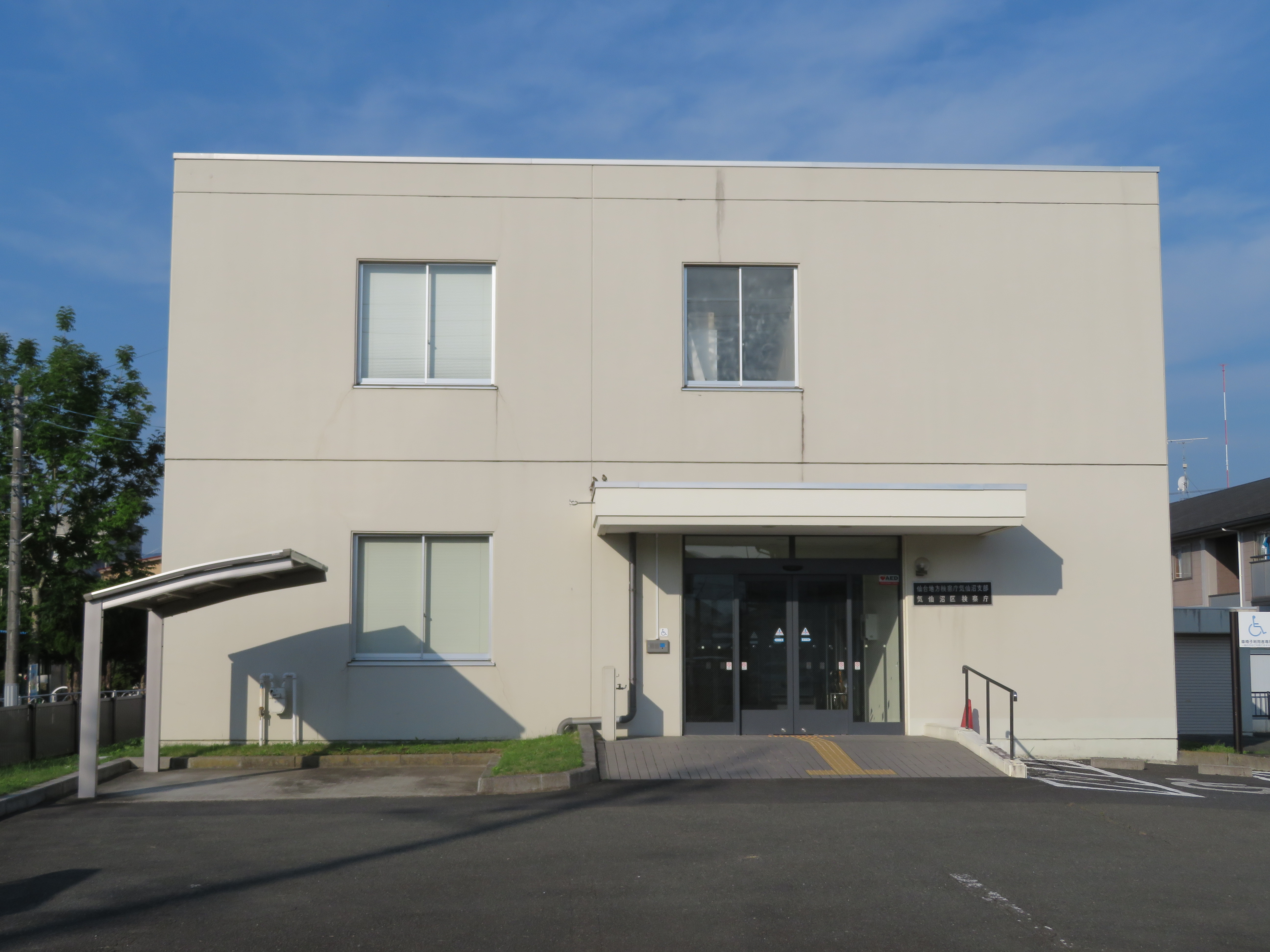
気仙沼支部
  - 気仙沼区検察庁（気仙沼市・本吉郡）

- 古川支部
- 石巻支部
- 気仙沼支部

## 出来事
- 同地検の検事が2011年（平成23年）11月に、有印公文書偽造などの容疑で取り調べていた男性被疑者に対し、「話しにくいのでは」と持ち掛ける形で取り調べの可視化を中断していたことが明らかとなり、この被疑者の担当弁護士は、「可視化が骨抜きにされかねない」と懸念を示している[1]。